# Nazianzi Szent Gergely

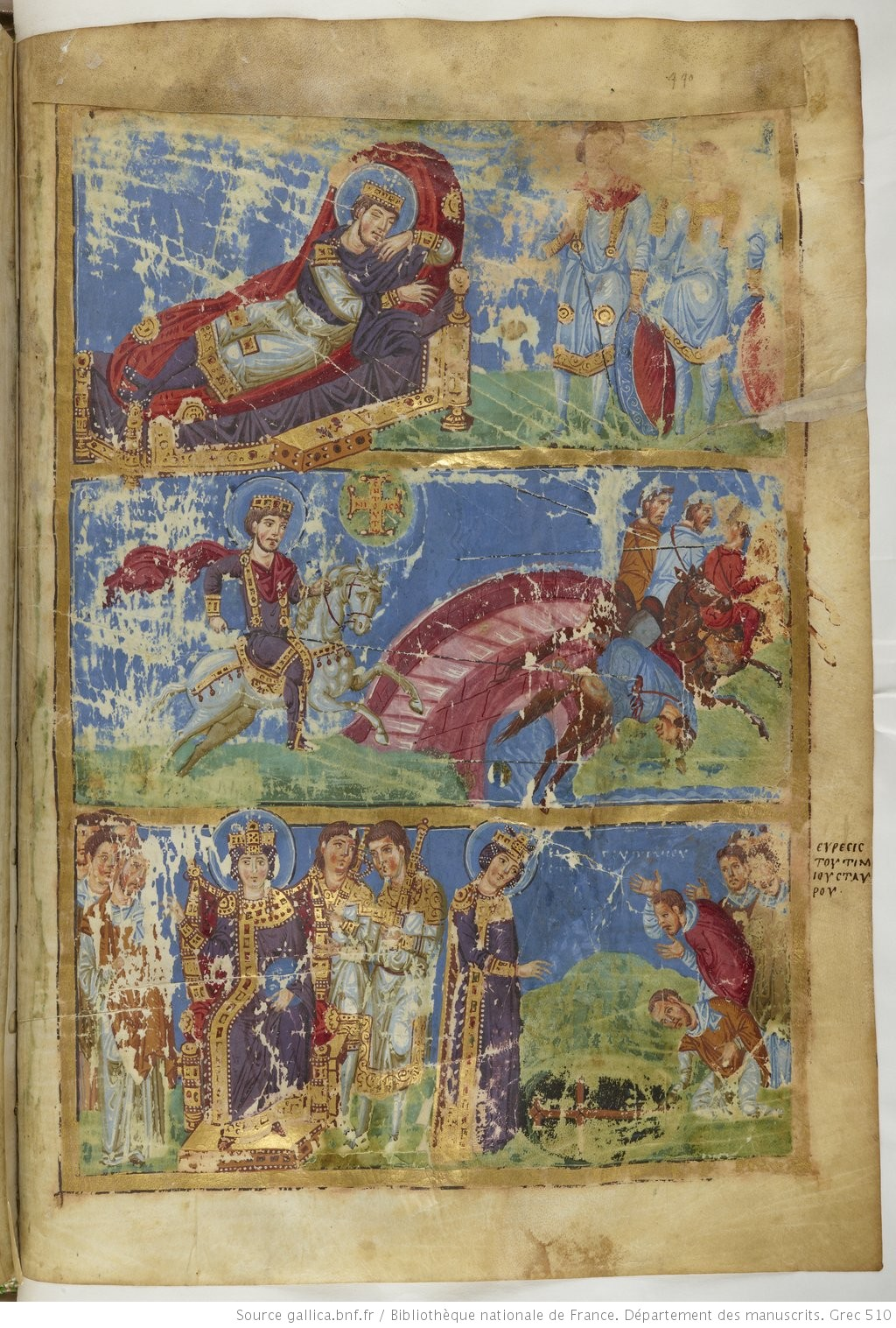
I. Constantinus álma és a Milvius-hídi csata (Nazianzi Szent Gergely homíliájának illusztrációja (879-882)

Nazianzi vagy Nazianzoszi Gergely (görög: Γρηγόριος ὁ Ναζιανζηνός, Grégoriosz ho Nazianzénosz), egyházi nevén Nazianzi Szent Gergely (Arianz (Nazianz közelében) Kappadókia, 329/330 – Arianz, 389/390. január 25.) teológus, Konstantinápoly püspöke 379-től 381-ig I. Gergely néven. Filozófusként és klasszikus szónokként bevitte a hellenizmus szellemét a korai egyházba. A Szentháromság teológusának is nevezik, mert jelentős szerepe volt a Szentháromság teológiájának megalkotásában. Egyike a három kappadókiai atyáknak. A keleti katolikus egyházak és az ortodox kereszténység a három szent főpap közé sorolja Nagy Szent Vazullal és Aranyszájú Szent Jánossal együtt.

## Etimológia
Neve, (Gregorius), latin eredetű és juhászt jelent: grex, gregis = nyáj.

## Élete
Jómódú földbirtokos családban született. Édesanyja, Nonna, 325-ben a kereszténységre térítette férjét, aki 328-29-ben Nazianz püspöke lett. Gergely és testvére először otthon részesültek oktatásban. A tehetséges Gergely később Nazianzban, Caesareaban, Alexandriában és Athénban tanult szónoklattant és filozófiát. Amikor útban volt Athén felé, hatalmas vihar támadt a tengeren. Gergely Jézushoz imádkozott, és fogadalmat tett, ha szerencsésen partot ér, életét Krisztus szolgálatának fogja szentelni. Athénban szoros barátságot kötött tanulótársával, Vazullal, és megismerkedett a későbbi Iulianus római császárral is. Tanulmányai befejeztével rövid ideig retorikát tanított Athénban. 361-ben visszatért Nazianzba, ahol apja presbiterré szentelte. A fiatal Gergely szerzetesi életre vágyott, fellázadt apja akarata ellen, és elhagyta szüleit. Annesoiban aszketikus életet kezdett Vazullal, aki rábeszélte, hogy térjen vissza családjához, és segítse édesapját egyházi tevékenységében. Nazianzban problémák várták. Teológiai viták osztották meg a közösséget. Apját eretnekséggel vádolták a helybéli szerzetesek, de Gergelynek sikerült helyreállítani az egységet. Iulianus Apostata ekkoriban hagyta el nyíltan a kereszténységet (aposztázia), ezért Gergely élesen bírálta őt. A sértett császár elrendelte Gergely és a többi őt bíráló keresztény üldözését, de a következő évben elesett a perzsiai hadjárat során. Az új császár, Iovianus hitvalló keresztényként támogatta az egyházat. Ezt követően Gergely néhány évig az arianizmus ellen küzdött, amely Kappadókia környékén töréssel fenyegette az egyházat. Ebben a feszült légkörben járt közben Vazul ügyében a Kaiszareiai Euszebiosznál. Vazul és Gergely együtt és egymást támogatva vettek részt a caesareai egyház nagy vitájában az ariánus teológusok és szónokok ellenében. Az ezt követő nyilvános vitákból, ahol Flavius Valens római császár küldöttei is jelen voltak, Gergely és Vazul kerültek ki győztesen. Ez a siker megmutatta, hogy helyük az egyház igazgatásában van. Vazult 370-ben Caesarea püspökévé választották. Valens 371-ben két provinciára osztotta Kappadókiát, Caesarea helyett Tyana lett a főváros. Anthimus, Tyana püspöke szerint a város megnövekedett politikai szerepével párhuzamosan püspökségének jelentősége is megnőtt. Vazul püspökséget hozott létre 372-ben Sasimában (Konya tartomány), hogy megerősítse pozícióját Anthimusszal szemben. Gergelyt tette meg püspöknek, aki csupán Vazul rábeszélésére, illetve édesapja kívánságára fogadta el a kinevezést. Kevés lelkesedést mutatott püspöki munkája iránt. Vazulnak gyakran panaszkodott, igazából szemlélődő életre vágyott. (Ahogy egy Vazulnak írt levelében írja is: „Nekem a tétlenség a legfőbb cselekvés.”) 372 végén Vazul akarata ellenére visszatért Nazianzba, hogy súlyosan beteg édesapját segítse hivatalának ellátásában. Nazianz segédpüspöke lett, és megtartotta első nagy beszédét. Édesapja halála után nem akart püspök lenni. Örökségét szétosztotta a szegények között, és 375-ben egy seleukiai kolostorba vonult három évre. Ez idő alatt meghalt Vazul. Gergely gyenge egészsége miatt nem vehetett részt a temetésen, de szívhez szóló részvétet kívánt levélben Vazul testvérének, Gergelynek (a későbbi Nüsszai Szent Gergelynek), és 12 költeményt írt szeretett barátja emlékére.
378-ban meghalt Valens. Utódja I. Theodosius a nikaiai zsinat határozatát támogatta. Ez jó hír volt azok számára, akik fel akarták szabadítani Konstantinápolyt az ariánusok és apollináriusok uralma alól. A száműzetésbe vonult nikaiai párt tagjai lassan visszatértek a városba. Vazul halálos ágyán még felhívta figyelmüket Gergely kiváló képességeire, és őt ajánlotta a Szentháromság körüli teológiai vita lefolytatására. A 379-es antiocheiai zsinat felkérte Gergelyt, hogy vezesse azt a teológiai kampányt, amelynek célja a város megnyerése volt az ortodoxia számára. Gergely sokáig habozott, végül elfogadta a felkérést. Püspöki kinevezése azonban nem volt teljesen kanonikus. Unokatestvére egy villát bocsátott rendelkezésére, amelynek nagy részét Gergely kápolnává alakította át. Itt tartott öt, rendkívül hatásos beszédet. Ellenségei ellentámadásra készültek. Egy alkalommal, amikor betegség miatt távol volt Gergely, Maximust szentelték fel püspöknek egy éjszaka folyamán a katedrálisban. Valószínű, hogy Péter alexandriai püspök embereinek is részük volt ebben. Reggel futótűzként terjedt a hír, és a felháborodott tömeg kiűzte Maximust és támogatóit a katedrálisból. 380-ban Theodosius rendelettel tiltotta be az ariánus tanokat, letette hivatalából Démophiloszt, Konstantinápoly ariánus püspökét, és helyére Gergelyt nevezte ki. Theodosius egyesíteni akarta alattvalóit az ortodoxia jegyében, Gergely is a keresztények egységét kívánta. A császár 381 tavaszán összehívta az első konstantinápolyi zsinatot, melyet az Antiokheiai Meletiusz halála után Gergely vezetett tovább. 
A egyiptomi és makedóniai püspökök késve érkeztek meg a zsinatra. Nem fogadták el Gergelyt Konstantinápoly püspökének. Azzal érveltek, hogy a Sasimából Konstantinápolyba történt áthelyezése nem felelt meg az előírt szabályoknak. Gergely nem akarta ismét megosztani az egyházat, drámai beszédet mondott, és lemondott tisztségéről. Váratlan bejelentését döbbenet fogadta. A császárt meghatották Gergely szavai, megtapsolta beszédét, elismeréssel szólt munkájáról, és elfogadta lemondását. Gergely visszatért Kappódókiába, és folytatta püspöki tevékenységét Nazianzban. Harcolt a helyi apollináriusok ellen. Elkezdte írni verses önéletrajzát De Vita Sua címmel. 383 végén egészsége annyira megrendült, hogy teljesen visszavonult Arianzba. 389. január 25-én hunyt el, Nazianzban helyezték örök nyugalomra. Földi maradványait Konstantinápolyba vitték 950-ben a Szent Apostolok templomába. 1204-ben a IV. Keresztes hadjárat idején a relikviák egy részét Rómába vitték a keresztesek. 2004 novemberében II. János Pál pápa visszaadta Gergely ereklyéinek nagy részét I. Bartolomeosz konstantinápolyi ortodox pátriárka kérésére, melyeket az isztambuli Szent György-templomban helyeztek el.

## Teológiai munkássága
Jelentősen hozzájárult a Szentháromság nikaiai doktrínájának védelméhez. Kiemelkedőt alkotott a Szentlélektan területén. Teológiai beszédeken kívül vallásos és erkölcsi témájú verseket is írt. Unokaöccse, Nichobulos megőrizte, és kiadta írásainak nagy részét. Unokatestvére, Eulalios kiadta legjelentősebb műveit 391-ben. 400-ban Rufinius lefordította beszédeit latinra. Gergely munkáit terjesztették az egész birodalomban, és hatást gyakoroltak a teológiai gondolkodásra. Beszédeit irányadónak nyilvánította az Epheszoszi zsinat 431-ben. A Khalkédóni zsinat 451-ben hivatalosan Teológusnak nevezte Gergelyt. Ezt a címet csak János evangélista és Új Teológus Szent Simeon viseli rajta kívül.

## Magyarul megjelent művei
- A kappadókiai atyák; szerk. Vanyó László; Szent István Társulat, Budapest, 1983 (Ókeresztény írók), ISBN 963-360-184-3, 969 p. (vonatkozó rész: 291–491. o.)
- Nazianzoszi Szent Gergely beszédei / Athanaszioszról, Alexandria püspökéről; ford., jegyz. Vanyó László; Szent István Társulat, Budapest, 2001 (Ókeresztény írók), ISBN 963-361-302-7, 415 p.
- Baszileioszról / Athanaszioszról, Alexandria püspökéről; in: Kortárs szentek, kortárs szentekről; bev. ford., jegyz. Vanyó László; Jel, Bp., 2003 (Ókeresztény örökségünk)